# 쥘 르나르

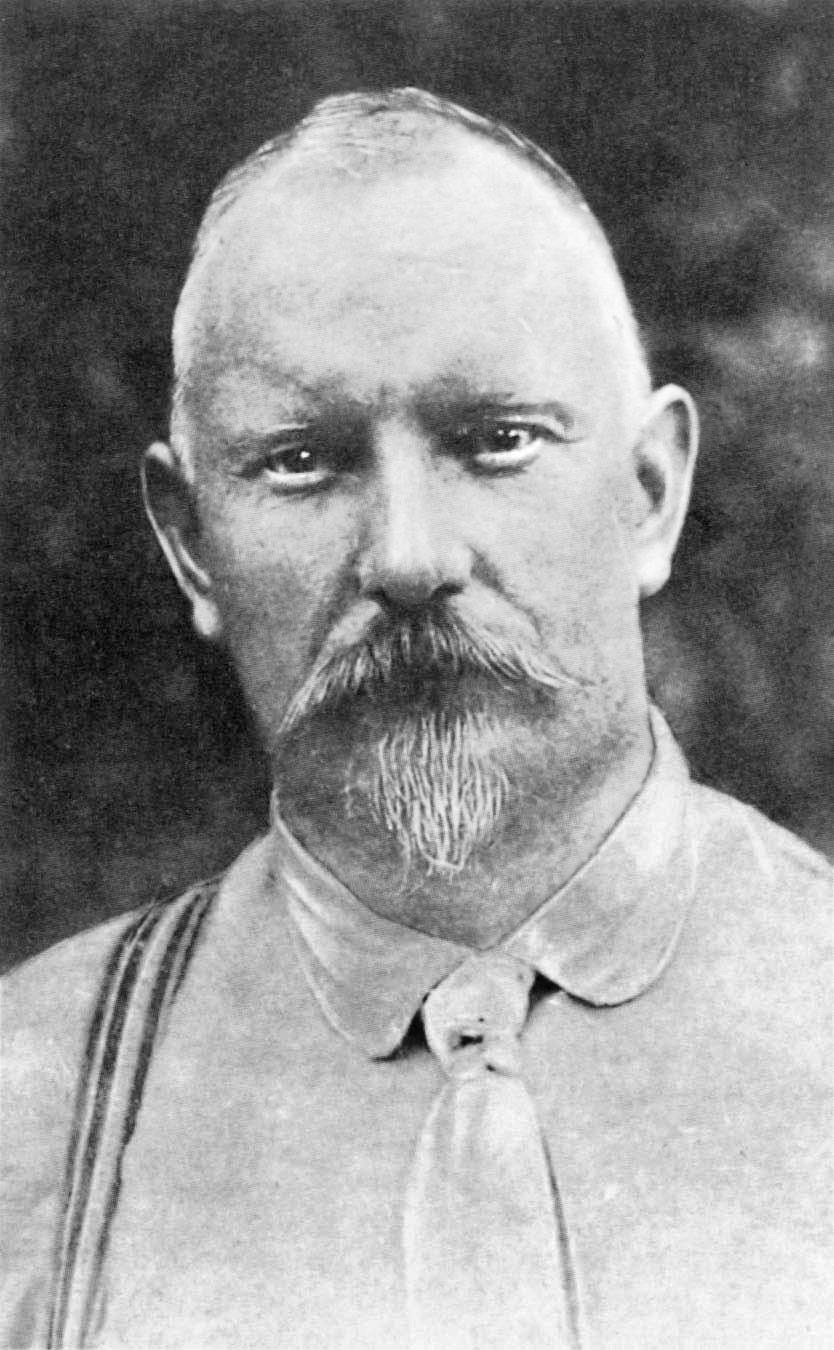
쥘 르나르

쥘 르나르(프랑스어: Jules Renard, 1864년 2월 22일 ~ 1910년 5월 22일, 프랑스 출생)는 프랑스의 소설가·극작가이다. 살롱 출생으로, 부유한 가정에서 자랐다. 집안에서는 그를 파리의 사범학교에 보내려 하였으나, 문학에 이끌린 그는 창작에 열중하여 1894년 <홍당무>를 써냄으로써 문단에서 이름을 얻기 시작하였다. 나이가 들자 고향으로 돌아가 촌장 일을 보면서 농촌을 개혁하는 데 힘을 기울였다. 주요 작품으로 <일기> <박물지> 등이 있다.

## 생애
1864년 2월 22일 중부 프랑스 지방 라바울에서 토건청부업자 프랑수아 르나르를 아버지로, 로자 안을 어머니로 하여 차남으로 태어났다. 1887년에 첫 작품 ≪쥐며느리(Les Cloportes)≫를 발표하고 그해 6월 ≪장미꽃≫, ≪혈조(血潮)≫를 자비로 출판했다. 1894년 30세에 문인협회에 가입하고 대표작 ≪홍당무≫를 출판했다. 1904년 고향인 시트리에 정착해 촌장에 피선되었다. 농사와 창작을 병행하던 중 1910년 46세에 파리에서 지병으로 사망했다. 사후에 출간된 ≪일기≫(1928)가 뛰어난 일기문학으로 높이 평가받고 있다.

## 같이 보기
- 르 몽드가 선정한 세기의 도서 100권